# Tupiperla robusta
Tupiperla robusta är en bäcksländeart som beskrevs av Froehlich 1998. Tupiperla robusta ingår i släktet Tupiperla och familjen Gripopterygidae. Inga underarter finns listade i Catalogue of Life.